# Hate Soldiers
Hate Soldiers war eine Rechtsrock-Band aus Sangerhausen.

## Bandgeschichte
Die Band wurde 2005 gegründet. Nach einer auf 128 Exemplare limitierten Demo-CD unterschrieb die Band auf dem Rechtsrock-Label Barbarossa Records. Die erste und gleichzeitig auch letzte Veröffentlichung war eine Split-CD mit der niedersächsischen Band Race'n'Nation. Die CD wurde am 26. Februar 2008 von der Bundesprüfstelle für jugendgefährdende Medien wegen Verherrlichung des Nationalsozialismus indiziert. Sänger der Band ist Marcel Marx, Bruder von JN-Stützpunktleiter Enrico Marx, dem Labelinhaber von Barbarossa Records. Die Band trat beim Sommerfest der NPD 2007 in Sangerhausen auf und wurde dabei unterstützt von Dennis Stöber von Kampfzone. Nachdem die Band unerlaubte Lieder abspielte, schritt die Polizei ein und Veranstalter Matthias Heyder, damaliger NPD-Landesgeschäftsführer, erklärte die Veranstaltung für beendet.
Christian K., der Schlagzeuger der Gruppe war am 6. Januar 2007 an einem Brandanschlag auf eine Asylbewerberunterkunft in Sangerhausen beteiligt und wurde zu einer Haftstrafe von fünf Jahren und vier Monaten verurteilt. Die Band löste sich 2008 auf. Das Nachfolgeprojekt der verbliebenen Bandmitglieder trägt den Namen Wolfsgarde.

## Ideologie
Die Band verherrlichte die deutschen Soldaten zwischen 1918 und 1945, also Freikorps und Wehrmacht, und zitierte in einem Lied ein Gedicht von Renate Schütte, das der Holocaust-Leugner Thies Christophersen für seine Broschüre Die Auschwitz-Lüge verwendet hatte.

## Diskografie
- 2006: Wacht auf! (Demo-CD)
- 2007: Vereint durch Musik (Split-CD mit Race'n'Nation, Barbarossa Records, indiziert)